# Вознесенська церква (Вознесенське)
Вознесе́нська церква — православний храм, об'єкт культурної спадщини в селі Вознесенському Чернігівської області.

## Історія
Не стоїть на державному обліку.

## Опис
Вознесенська церква є прикладом однієї з пізніших на Чернігівщині пам'яток дерев'яної монументальної архітектури, яка поєднується з професійними способами кінця ХІХ століття періоду історизму. Збудована в період 1921—1923 роки. Має архітектурну подібність до Покровської церкви в Дягові, Спаської церкви в Даничах.
Дерев'яна, одноголова, хрестова у плані церква, подовжена по осі захід-схід. Зі сходу до центрального кубічного об'єму (нефу) примикає апсида, по обидва боки якої примикають приміщення ризниці та паламарні. Храм увінчаний шатром на восьмигранному (восьмерику) світловому барабані, який спирається на четверик. Із заходу примикає триярусна дзвіниця — четверик, що несе восьмерик на четверику, увінчаний наметом з глухим ліхтариком та головкою. Поруч розташована «тепла» Казанська церква.
Має три входи (у північному та південному боці, центральний — у дзвіниці), всі орієнтовані на захід. Головний вхід через дзвіницю акцентований колонним портиком, увінчаним трикутним фронтоном, у тимпані — ікона, прикрашена різьбленим декором, раніше над фронтоном були глухий ліхтарик із головкою. В інтер'єрі зберігся олійний розпис, виконаний у 1943 році Г. Коваленком.